# Anthony Milner (Komponist)
Anthony Francis Dominic Milner (* 13. Mai 1925 in Bristol; † 22. September 2002 in L’Alfàs del Pi, Spanien) war ein britischer Komponist und Musikpädagoge.

## Leben
Milner besuchte die Douai School der Benediktinerabtei Douai. Er gewann ein Stipendium für das Royal College of Music, wo er Klavier bei Herbert Fryer und Musiktheorie bei R. O. Morris studierte. Daneben nahm er privaten Kompositionsunterricht bei Mátyás Seiber. Ab 1948 widmete er sich der Lehrtätigkeit. Bis 1964 unterrichtete er Musikgeschichte und -theorie am Morley College in London, darauf war er bis 1971 Lecturer am King’s College London, Senior Lecturer und später Principal Lecturer am Goldsmiths College und von 1980 bis 1989 Principal Lecturer am Royal College of Music. Daneben gab er an mehr als sechzig Universitäten Kanadas und der USA Vorlesungen vorrangig über zeitgenössische britische Musik. 1965 und 1966 war er Composer-in-Residence an der Summer School of Liturgical Music der Loyola University New Orleans. Von 1954 bis 1965 war er Leiter und Cembalist des London Cantata Ensemble, eines Ensembles für Kammermusik des Barock, mit dem er neben Kompositionen Dietrich Buxtehudes auch eigene Werke aufführte.
Als Komponist debütierte Milner 1948 mit der Kantate Salutatio Angelica für Stimmen und Kammerorchester. Seine Variations for Orchestra wurden 1959 vom Hallé-Orchester unter Leitung von John Barbirolli uraufgeführt. In Roman Spring (1969) komponierte er Gedichte des römischen Dichters Catull für Solisten, Chor und Orchester. 1972 vollendete er seine Erste Sinfonie, die vom BBC Symphony Orchestra unter John Pritchard uraufgeführt wurde. Seine Zweite Sinfonie für Solisten, Chor und Orchester wurde 1978 in der Philharmonic Hall von Liverpool mit den Solisten Jane Manning und John Elwes, dem  Liverpool Philharmonic Choir und dem Royal Liverpool Philharmonic Orchestra unter Leitung von Meredith Davies uraufgeführt. Die Dritte Sinfonie war ein Auftragswerk des Royal College of Music zu dessen 100. Gründungsjubiläum. Das RCM Orchestra führte sie 1982 unter Leitung des Dirigenten Lionel Friend auf. Papst Johannes Paul II. zeichnete ihn für seine Verdienste um die katholische liturgische Musik 1985 mit dem Gregoriusorden aus.
Seit Ende der 1960er Jahre litt Milner an Multipler Sklerose. 1994 vollendete er als sein letztes Werk ein Konzert für den Oboisten John Anderson. Seine letzten zwei Lebensjahre verbrachte er in Spanien.